# España, historia inmediata
España, historia inmediata fue una serie documental de televisión emitida por Radio Televisión Española en 1984 sobre la Guerra Civil española y la década de 1940 en España.

## Historia
El proyecto comenzó a producirse en 1981. El proyecto se planteó como continuación a la serie documental Memoria de España. Medio siglo de crisis, que finalizaba precisamente en el momento en el que comienza España, historia inmediata. Fue dirigida por José Luis Guarner y producida por José Fernández Cormenzana.
Se comenzó a emitir el 8 de enero de 1984.

## Descripción
La serie se compone de 21 capítulos de duración una hora. Cada capítulo es monográfico y está dedicado a un tema de la época cubierta por la serie. Los capítulos eran presentados por personajes relacionados directamente con el tema del capítulo monográfico en cuestión. A lo largo de la serie se intercalan tres tipos de testimonios:
1. El de los aquellos que vivieron los hechos, recogiendo los testimonios de forma expresa para la serie.
2. La versión oficial del franquismo, como referencia, a partir de materiales de archivo como, por ejemplo, noticiarios NO-DO.
3. El punto de vista del programa, a partir de una síntesis histórica realizada por historiadores de renombre.

Contó como asesores históricos a historiadores como: Rafael Abella, José Andrés Gallego, Manuel Andújar, José María de Areilza, Julián Cortés Cabanillas, Fernando Claudín, Antonio Elorza, Juan Pablo Fusi, Paul Preston o Ramón Salas Larrazábal.

## Listado de capítulos
1. La guerra civil I, presentado por Palmiro Aranda.
2. La guerra civil II, presentado por Palmiro Aranda.
3. El año de la victoria, presentado por Álvaro Delgado.
4. Los vencidos, por Gregorio Gallego.
5. Un ejército  protagonista, por Fernando Rey.
6. Un vacilante equilibrio, presentado por Hipólito de Diego.
7. Serrano Suñer, presentado por José Mario Armero.
8. La  División Azul, presentado por Pío Ballesteros.
9. La guerrilla, presentado por Pedro Vicente.
10. Un Estado en precario, presentado por Fernando Rey.
11. Hijo de Rey, padre de  Rey, presentado por José María de Areilza.
12. El aislamiento  internacional
13. Una  iglesia  arraigada, presentado por Fernando Rey.
14. Los  católicos, presentado por José Luis Aranguren.
15. Los falangistas, presentado por Carmen Werner.
16. Un largo camino, presentado por Fernando Rey.
17. Los anarquistas, presentado por Eduardo de Guzmán.
18. Los socialistas
19. Los comunistas
20. Una nación plural, presentado por Fernando Rey.

### Individuales
1. ↑  Pérez Ornia, José Ramon (7 de enero de 1984). «'España, historia inmediata', un relato sobre la posguerra». El País. ISSN 1134-6582. Consultado el 25 de marzo de 2023.
2. ↑  «"Memoria de España", nuevo programa histórico». ABC (periódico). 21 de mayo de 1982. p. 125.
3. ↑  «Programas de televisión.». ABC (periódico). 8 de enero de 1984. p. 67.
4. ↑  «Programas de televisión. Flash». ABC (periódico). 5 de enero de 1984. p. 47.
5. ↑  «Televisión. Crítica. "España, historia inmediata"». ABC (periódico). 5 de enero de 1984. p. 86.
6. ↑  Hernández Corchete, Sira (2007). «La voluntad democratizadora de las series documentales históricas producidas por Televisión Española en los años ochenta». Los desafíos de la televisión pública en Europa: actas del XX Congreso Internacional de Comunicación, 2007, ISBN 978-84-313-2458-2, págs. 569-579 (EUNSA. Ediciones Universidad de Navarra, S.A.): 569-579. ISBN 978-84-313-2458-2. Consultado el 25 de marzo de 2023.